# Shaun Stevenson
Pour les articles homonymes, voir Stevenson.

a Compétitions nationales et continentales officielles uniquement.

b Matchs officiels uniquement.
Dernière mise à jour le 8 août 2025.
Shaun Stevenson, né le 14 novembre 1996 à Auckland (Nouvelle-Zélande), est un joueur international néo-zélandais de rugby à XV évoluant aux postes d'arrière et d'ailier. Il évolue avec le club des Kubota Spears en Japan Rugby League One.
Son cousin, Salesi Rayasi, est un joueur international fidjien de rugby à XV.

## Biographie

### Jeunesse et formation
Shaun Stevenson naît à Auckland, il grandit dans la côte des Hibiscus puis rejoint North Shore City. Ensuite, il commence à jouer au rugby à XV avec la Auckland Grammar School où il est scolarisé, dans sa ville natale, pendant trois années. Pendant ses années de lycée, il joue également pour la franchise des Blues dans les catégories de moins de 18 ans. Il représente également la sélection de Nouvelle-Zélande scolaire (en).
Alors qu'il est tout d'abord formé au poste de demi d'ouverture, il est finalement déplacé au poste d'arrière.
Stevenson est le cousin du joueur international fidjien Salesi Rayasi évoluant notamment aux Hurricanes en Super Rugby.
En 2016, il joue avec l'équipe de Nouvelle-Zélande des moins de 20 ans, dans le cadre du Championnat du monde junior. La Nouvelle-Zélande termine à la cinquième place, il marque cinq essais en quatre matchs.

### Début de carrière senior à Waikato, débuts professionnels avec les Chiefs et changement de province (2015-2017)
Tout d'abord, Shaun Stevenson se voit offrir un contrat par Canterbury, où évolue son cousin Salesi Rayasi, mais il rejoint finalement Hamilton et la province de Waikato pour une durée de deux ans. Il joue dès 2015 (en) avec Waikato qui évolue en National Provincial Championship (NPC). Le 14 août 2015, il joue son premier match lors d'une rencontre contre Tasman où il inscrit également son premier essai. Finalement, il joue les neuf autres rencontres de la saison, toutes comme titulaire au poste d'arrière, et marque quatre essais. À l'issue de cette première saison prometteuse, il remporte le prix du joueur de l'année de Waikato élu par les supporters.
En 2016, il est retenu dans l'effectif de la franchise des Chiefs en Super Rugby après ses débuts convaincants en NPC. Il est titulaire lors du premier match de la saison contre les Crusaders, avant de se blesser lors de ce même match et être indisponible pour plusieurs semaines. Au terme de sa première saison, il a joué six matchs et inscrit deux essais.
La saison 2016 de NPC (en) commence mal pour lui, il se blesse gravement au genou dès le premier match et est absent pour le reste de l'année. Durant sa convalescence, en octobre 2016, il signe pour la province de North Harbour, qui vient juste d'être promu en première division de National Provincial Championship, pour la saison 2017 (en). Avec cette signature, il se rapproche de son lieu de naissance.

### International Māori et progression (2017-2022)
Durant l'automne 2017, Shaun Stevenson est sélectionné pour la première fois avec les Māori de Nouvelle-Zélande, pour affronter le Canada, il est nommé comme remplaçant et marque un essai lors d'une victoire 51 à 9.
En mai 2019, les Chiefs le prolongent jusqu'en 2023. Un mois après, il inscrit le premier triplé de sa carrière lors de la large victoire à l'extérieur, 59 à 8, face aux Melbourne Rebels, permettant à sa franchise de se qualifier pour les phases finales de la saison 2019 de Super Rugby.
Durant la saison 2022 (en) de NPC, il inscrit son premier triplé dans la compétition face à Northland. Il contribue à la bonne saison des siens, néanmoins ils sont éliminés en quart de finale de la compétition face à Auckland. Après la saison de NPC, il est sélectionné avec les All Blacks XV (en), l'équipe réserve des All Blacks, pour affronter l'équipe réserve de l'Irlande (en). Les All Blacks XV s'imposent 47 à 19 et Stevenson inscrit deux essais. Le 13 novembre, ils affrontent les Barbarians pour la Killik Cup, les Barbarians s'imposent 35 à 31 et il inscrit de nouveau un essai.

### Saison révélatrice et débuts internationaux avec lesAll Blacks(2023)
Lors de la deuxième journée de la saison 2023 de Super Rugby, Shaun Stevenson inscrit un triplé contre les Moana Pasifika. Il confirme son bon début de saison lors de la journée suivante où il inscrit un doublé contre les Highlanders, puis un autre durant la troisième journée contre les Melbourne Rebels. Il poursuit ses bonnes performances tout au long de la saison en étant titulaire au poste d'arrière, cependant son équipe échoue en finale, où il inscrit un essai, face aux Crusaders sur le score de 25 à 20. Durant cet exercice, il inscrit douze essais en dix-sept rencontres.
Après sa très bonne saison en Super Rugby, en juin, il est récompensé en étant sélectionné pour la première fois avec les All Blacks, en tant que remplaçant de Mark Telea blessé. Cependant, il est finalement inclus dans le groupe principal après les forfaits de Will Jordan et Leicester Fainga'anuku en vue de la première journée du Rugby Championship. Il connaît sa première cape début août suivant, lors d'un test match face à l'équipe d'Australie où il est titularisé et contribue à la victoire des siens 23 à 20 en inscrivant son premier essai international. Quelques jours plus tard, il n'est cependant pas retenu dans le groupe final pour la Coupe du monde 2023. 
Non retenu pour le Mondial, il prend donc part à la saison 2023 de NPC où il dispute sept rencontres et inscrit trois essais, dont un doublé lors d'une victoire 50 à 31 contre Northland. Pendant la saison, il signe une prolongation de contrat le liant jusqu'en 2025 avec sa province et les Chiefs, rejetant notamment des offres de la NRL (ligue australienne de rugby à XIII). Fin octobre 2023, il est sélectionné avec les Barbarians pour disputer un test match contre le pays de Galles début novembre. Pour cette rencontre, il est titularisé au poste d'ailier mais son équipe s'incline 49 à 26.

### Finaliste du Super Rugby et départ au Japon (depuis 2024)
Lors de la saison 2024 de Super Rugby, Shaun Stevenson est une nouvelle fois finaliste de la compétition avec son équipe. Titulaire lors de la finale, les Blues s'imposent finalement largement 41 à 10 et les Chiefs perdent leur deuxième finale d'affilée.
À l'automne 2024, il est de nouveau sélectionné avec les All Blacks XV, pour des matchs contre le Munster et la Géorgie. Il est titulaire et réalise une bonne performance lors de la victoire 38 à 24 contre le Munster.
En début d'année 2025, il rejoint le club japonais des Kubota Spears, évoluant en Japan Rugby League One, à la suite d'un accord avec la Fédération néo-zélandaise pour une durée de six semaines. Moins d'une semaine après son arrivée, il est aligné sur la feuille de match afin d'affronter les Black Rams Tokyo. De retour avec les Chiefs après six matchs au Japon, il retrouve sa place de titulaire et dispute notamment son centième match avec la franchise d'Hamilton,. Durant la saison, il termine finaliste de la compétition pour la troisième fois d'affilée. Les Chiefs sont une nouvelle fois battus par les Crusaders, sur le score de 16 à 12, il inscrit un essai durant le match. À l'issue de la saison, il est annoncé qu'il quitte les Chiefs pour signer définitivement aux Kubota Spears pour une durée de deux ans. Il explique son choix en indiquant qu'il a eu une discussion avec Scott Robertson, le sélectionneur des All Blacks, qui ne lui a pas donné satisfaction, ne sachant pas où il se situe dans la hiérarchie à son poste en équipe nationale.

## Statistiques

### En équipe nationale
Au 8 août 2025, Shaun Stevenson compte une cape en tant que titulaire avec l'équipe de Nouvelle-Zélande, depuis sa première sélection le 5 août 2023 face à l'Australie. Il a inscrit cinq points, un essai.

## Palmarès
- Finaliste du Super Rugby Aotearoa en 2021 avec les Chiefs.
- Finaliste du Super Rugby en 2023, 2024 et 2025 avec les Chiefs.
- Finaliste du Championnat du Japon en 2025 avec les Kubota Spears[note 1].